# Peruschtiza
Peruschtiza (auch: Perushtitsa; bulgarisch: Перущица) ist eine Stadt und Verwaltungszentrum einer gleichnamigen Gemeinde in der Oblast Plowdiw in Zentralbulgarien. Die Stadt mit 4.225 Einwohnern (Stand: 31. Dezember 2022) liegt in der Thrakischen Ebene am Fuß der Rhodopen, ca. 24 km südwestlich von Plowdiw, 12 km südlich von Stambolijski und 7 km östlich von Kritschim. Sie liegt an der Straße Nr. 8602, die von Kritschim nach Plowdiw führt.

## Geschichte
Der Name der heutigen Stadt und ihre Vorgänger leitet sich aus den Namen des slawischen Gott Perun ab. In der Nähe der Stadt befinden sich die Überreste der mittelalterliche bulgarische Festung Perestiza, die Teil der südlichen Befestigungsanlagen des Zweiten Bulgarenreich war.
In den Jahren 1873 bis 1875, als die Bahnlinie Istanbul – Belowo gebaut wurde, gründeten Siedler aus Peruschtiza und Brestowiza zusammen mit den Eisenbahnarbeitern aus Peschtera nördlich der Eisenbahnstrecke ein Dorf, aus dem die heutige Stadt Stambolijski entstanden ist.
Zur Vorbereitung des Bulgarischen Aprilaufstand 1876 existierte in Peruschtiza ein revolutionären Komitee der Innere Revolutionäre Organisation. Während des Aufstandes wurde die Stadt von osmanisch-türkischen Freischärlern Başı Bozuk und Tscherkessen ins Brand gesetzt und die Bevölkerung ermordet oder vertrieben. Ein Denkmal zur Erinnerung an den Aufstand befindet sich südlich der Stadt auf dem Hügel Wlassowez.

## Sehenswürdigkeiten

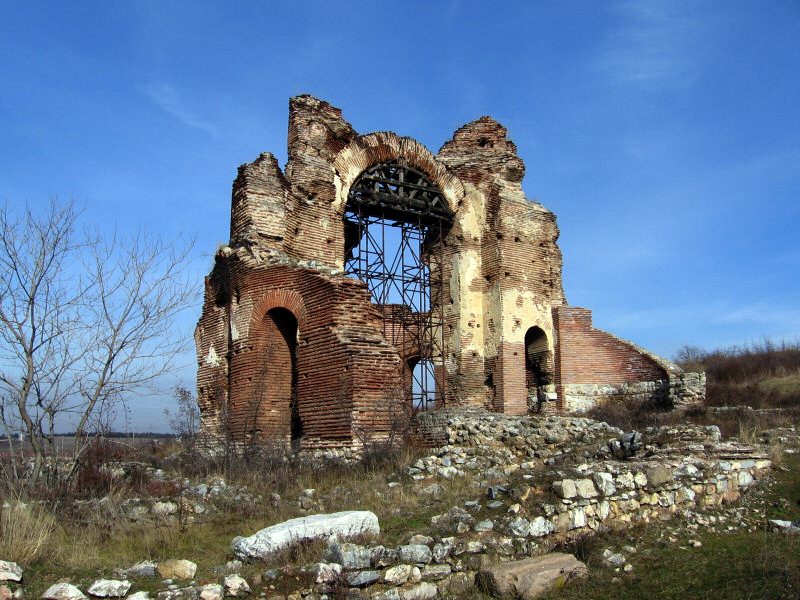
Rote Kirche Peruschtiza

- Historisches Museum Peruschtiza (= Nr. 42 in 100 nationale touristische Objekte#Liste der 100 nationalen Objekte Bulgariens)
- Etwa 2 km südlich von Peruschtiza befindet sich die Rote Kirche. Sie verbindet den antiken griechischen mit dem neubyzantinischen Stil. Die Überreste dieser Kirche stammen aus dem Mittelalter (5. bis 7. Jahrhundert). Die Rote Kirche ist ein Wahrzeichen der Stadt Peruschtiza und stellt ein Kulturdenkmal von nationaler Bedeutung dar.